# Fátima Baeza Medina
Fátima Baeza Medina (Madrid, 22 de maig de 1973) és una actriu espanyola.

## Biografia
Llicenciada per la Reial Escola Superior d'Art Dramàtic de Madrid, Fátima Baeza compta amb una àmplia experiència com a actriu de teatre.
També havia fet petits papers en diverses sèries de televisió —Farmacia de guardia, Hermanas, El comisario— fins que li va arribar l'oportunitat de convertir-se en una de les protagonistes d' Hospital Central.
El seu paper en aquesta sèrie, el de la infermera Esther García, és el que l'ha donat a conèixer entre el gran públic i que ha interpretant des de la 1a fins a la 19a temporada on abandonaria la sèrie de manera definitiva.
Ha participat en diversos curts i nombroses obres de teatre i també ha aparegut com a convidada en diversos programes de televisió com Lo + Plus, El programa de Ana Rosa, Las mañanas de Cuatro o Pasapalabra (setembre de 2007 i abril de 2008), entre d'altres.
La seva parella és el també actor Guillermo Ortega —Aquí no hay quien viva, La que se avecina—, amb el qual va coincidir quan tots dos estudiaven interpretació en la RESAD. En 2005 van treballar junts en el curt Queridos reyes magos, de Tirso Calero.
En maig de 2019 va estrenar l'espectacle Miss Mara. Quien se reserva no es artista, una producció del Teatro Circo Price impulsada a partir d'una investigació realitzada per Fátima Baeza sobre la trapezista Miss Mara.

## Filmografia

### Cinema
Llargmetratges
- Las flores de Bach, de Juan Flahn.
- El amor se mueve (2007), de Mercedes Afonso.
- Maktub (2010), de Paco Arango.

Curtmetratges
- Llámame, de Eva Pérez.
- Campos de luz (2004), de María Casal.
- Lo que tú quieras oír (2005), de Guillermo Zapata.
- Queridos reyes magos (2005), de Tirso Calero.
- Emperrado (2007), de Patrick Bencomo.
- Solo palabras (2009), de Yolanda Mulero.
- Spot (2010), de Guillermo Zapata.
- Nini (2016), de David Moreno.

### Televisió
- Línea roja, de Carlos Gil.
- Hospital Central (2000-2011) Com Esther García
- El secreto de Puente Viejo (2016) Com Yolanda de Mella
- Farmacia de guardia (Antena 3)
- Hermanas (Telecinco)
- El comisario (Telecinco)
- Cheers (Telecinco)
- Toledo, cruce de destinos - Cap. 7 1a temporada (Antena 3)
- España en serie - Cap. «Luchadoras» (Canal+)
- La sonata del silencio - com Rosa (La 1), (2016)
- Centro médico (La 1), (2016)
- Apaches (Antena 3), (2017) Capítol 6

## Teatre
- La Cocina, de Sergio Peris-Mencheta. Compañía Barco Pirata. 2016
- El excluido, de Sergio Peris-Mencheta. Compañía Barco Pirata. 2013-2014
- Exit, de Anna Allen. Microteatro por Dinero 2013
- Internautas, de Antonio M. Mesa. Compañía Torrijas de cerdo.
- El diario del sol rojo, de Yolanda Pallin. Teatro del Paso.
- Fausto de Goethe. Director: Gotz Loepelmann. Teatro de la Abadía.
- Torrijas de cerdo. Director: Antonio Muñoz de Mesa. Compañía Torrijas de cerdo.
- La función Delta. Directora: Raquel Toledo.
- La operación de fuego y nácar. Director: Els Comediants.
- Amor de Don Perlimplín con Belisa en su jardín. Director: Antonio Florian.
- La Celestina. Teatro Guirigay.
- Marat-Sade de Peter Weiss. Director: Antonio Malonda.
- La tinaja de Luigi Pirandello. Director: Jesús Salgado.
- La cabeza del dragón de Ramón María del Valle Inclán. Director: Jesús Salgado.
- La función Delta. Directora: Raquel Toledo.
- Saltanubes. Directora: Olga Margallo.
- Almada. Directora: Eva Hivernia.
- Miss Mara. Quien se reserva no es artista. Directoras: Teatro en Vilo.

## Premis
Fou nominada al Premi Unión de Actores a la millor actriu secundària de televisió (2004)